# Mikołaj z Drezna
Mikołaj z Drezna (Mikuláš z Drážďan, zm. 1417) – prawnik, teolog, husycki kaznodzieja. Zwolennik radykalnych przemian społecznych, walki z Kościołem i szlachtą. Uwikłany w spory teologiczne między różnymi odłamami husytyzmu opuścił Czechy. Został spalony na stosie w Miśni.